# Plebejus albicans
Plebejus albicans är en fjärilsart som beskrevs av Herrich-Schäffer 1856. Plebejus albicans ingår i släktet Plebejus och familjen juvelvingar. Inga underarter finns listade i Catalogue of Life.